# سامية العطعوط
سامية نديم حسن العطعوط، كاتبة وقاصة أردنية من أصول فلسطينية. بدأت شوطها مع الكتابة القصصية منذ أواسط الثمانينات من القرن الماضي، حيث كتبت أول مجموعة قصصية لها في العام 1984، وصدرت في العام 1986 بعنوان (جدران تمتص الصوت)، ولقيت أصداء واسعة في حينها، وشكّلت لها حافزاً للاستمرار في الكتابة. وقد أصدرت بعدها عدداً من المجموعات القصصية وشاركت في مجموعات شعرية وقصصية مشتركة. اميز تجربتها القصصية باسلوبها الخاص المتفرد في صياغة الجملة القصصية القصيرة، والتي تعتمد على الفعل والحركة في معظم الأحيان وعلى التكثيف والإيجاز في اللغة. كما تمتاز معظم قصصها باللغة والصور الشعرية دون ابتعاد عن متعة السرد القصصي. وفي أعمالها اهتمت الكاتبة في تطوير الأساليب القصصية، والتنويع في اساليب السرد والموضوعات. وتُعتبر القاصة سامية العطعوط من الرائدات في فن القصة القصيرة جداً والأساليب القصصية الحديثة في الأردن والوطن العربي. 
محتويات
1 حياتها
2 مسيرتها الأدبية
3 أعمالها

## حياتها
وُلدت سامية العطعوط في مدينة نابلس العام 1957، حيث عاشت طفولتها المبكرة، وكان لحرب حزيران 1967، أثراً كبيراً على حياتها. تلقّت تعليمها في مدارس المدينة، بدءا من راهبات ماريوسف حتى الصف الثاني الابتدائي، ثم في مدارس قرطبة والفاطمية وأنهت المرحلة الثانوية في المدرسة العائشية. انتقلت بعدها للدراسة في الجامعة المستنصرية في بغداد – العراق، حيث حصلت في العام 1979 على شهادة البكالوريوس في الرياضيات المعاصرة، بتفوق. عملت بعد تخرجها في عام 1979 في البنك العربي، في عمان في مجال إدارة المعلومات كمبرمج ثم محلل رئيسي للأنظمة، وفي مجال البحث والتحرير وفي إدارة الموارد البشرية، حتى العام 2005. كما عملت كمحرة ة لصفحة العلم والحياة في جريدة الدستور من 1990 وحتى عام 1999. كما عملت في وزارة الثقافة الأردنية على مشروع .....،

## مسيرتها الأدبية
ظهرت عليها ملامح الموهبة الأدبية منذ الصغر، إذ كانت تهتم بالشعر وكتبت أول قصيدة لها بعد وفاة والدها في عام 1971. ومنذ ذلك الحين، عاشت في عوالم الكتب لتطلع على الكلاسيكيات المترجمة لأمهات الكتب وتنوعت قراءاتها ما بين الشعر لشعراء الأرض المحتلة، والفلسفة الوجودية لجان بول سارتر وسيمون دو بوفوار، والتي تأثرت بها كثيراً وكذلك الفلسفة الماركسية وغيرها. تميزت الكتابات القصصية لسامية العطعوط بالتنوع في اساليب الكتابة السردية، وفي تطويع الصور والجمل الشعرية في قصصها. وقد تراوحت قصصها ما بن القصيرة والقصيرة جداً. كانت مجموعة (جدران تمتص الصوت) أولى المجموعات القصصية التي أنجزتها ونشرتها في عام 1986، حيث ظهرت فيها اللغة الشعرية، والجمل القصصية الرشيقة، وتناولت فيها موضوعات الغربة والتغييرات الاجتماعية التي تطال المدن، والإنسان. واستطاعت عبر هذه المجموعة أن تجد لها مكاناً متميزاً في الكتابة القصصية. اما مجموعتها الثانية (طقوس أنثى) فقد شكّلت نقلة نوعية في كتابتها، حيث زاد اهتمامها بقضايا المرأة، وغربة الإنسان في عالم بدأت تتضح معالمه القاسية مع انهيار الاتحاد السوفييتي، فكقسمت مجموعتها إلى ثلاثة أقسام، هي طقوس أنثى، طقوس أميبية وطقوس التمرد، وشاركت في المجموعة المخطوطة في مسابقة الإبداع الفكري لدى الشباب العربي، لتحصل على المركز الأول بها. تابعت الكاتبة سامية العطعوط تطوير أدواتها وأساليبها في المجموعات اللاحقة وهي طروبش موزارت، سروال الفتنة، قارع الأجراس (أنثى العنكبوت) ومجموعتها الخيرة (بيكاسو كافيه). وقد انتقلت في قصصها إلى مستويات جديدة من حيث أساليب السرد، والموضوعات فتناولت القضايا العلمية المعاصرة مثل الاستنساخ والهندسة الوراثية، وقضايا المرأة والقضايا السياسية وأهمها قضية فلسطين في جميع مجموعاتها، كما كان لمعاناة النساء في الوطن العربي حيزاً كبيراً في كتاباتها. وقد امتازت كتاباتها بحرفية عالية ضمن خط تطور تصاعدي في مجال القصة القصيرة، وهي بحسب الدكتور الفيلسوف المصري أنيس منصور عن طقوس أنثى (اكتملت لها أدوات الأداء القوي والفن الجميل، العبارة السريعة والمعاني الطائرة والهدف العلقريب، والنكتة الموجعة لا تفوتها)، وبحسب الناقد المغربي محمد معتصم (كاتبة مبهرة بطريقتها لاسلسة في اقتحام العوالم الداخلية لشخصياتها القصصية المتخيلة في (قارع الأجراس) وبارعة في تعرية التناقض السلوكي لدى الإنسان المعاصر). وخلال تلك الفترة، عملت أيضاً ككاتبة مقالات سياسية وأدبية في صحيفتي الدستور والرأي، وفي منابر أخرى. وكانت عضو في لجنة الشعر لمهرجان جرش لعامي 1990 – 1991، وعضو في رابطة الكتاب الأردنيين والاتحاد العام للكتاب العرب، واتحاد كتاب الإنترنت. شاركت في العديد من الأمسيات واللقاءات والمؤتمرات المحلية والعربية والدولية. وقد تناولت العديد من دراسات الماجستير والدكتوراة أعمالها القصصية، كما تدرّس قصصها في عدد من الجامعات، وتُرجمت بعض قصصها إلى الإنجليزية والإيطالية والفرنسية.

## أعمالها
المجموعات القصصية التالية :
1. جدران تمتص الصوت (1986)
2. طقوس أنثى (1990)
3. طربوش موزارت (1998)
4. سروال الفتنة (2002)
5. قارع الأجراس (أنثى العنكبوت) (2008)
6. بيكاسو كافيه (2012)

رواية مصورة: 
1. عالميدان رايح جاي (2013).

## الكتب المشتركة
1. مجموعات قصصية وكتب مشتركة
2. مختارات من القصة القصيرة في الأردن، وزارة الثقافة، عمان، 1992
3. الصوت الآخر: مركز أوغاريت، رام الله 1999 (مختارات قصصية لكاتبات:JORDANIAN FICTION – 1993 وزارة الثقافة، عمان
4. فضاءات شعرية: سوريا/حلب 1999
5. سرد المكان: وزارة الثقافة، عمان
6. ناجي العلي: نبضٌ لم يزل فينا، 2012 (مشترك)
7. المشهد القصصي في الأردن.

(انطولوجيا)
كتاب	:JORDANIAN FICTION – 1993 - فهد سلامة - وزارة الثقافة الأردنية 
كتاب: انطولوجيا القصة القصيرة في الأردن: للدكتورة أمينة أمين عن دار نشر (أو بوكس) الأمريكية، بعنوان سماء مرصعة بالنجوم Under A Starlit Sky - Jordanian Voices 2010